# Rohozec (kraj południowomorawski)
Rohozec – gmina w Czechach, w powiecie Brno, w kraju południowomorawskim.
1 stycznia 2017 gminę zamieszkiwały 234 osoby, a ich średni wiek wynosił 41,8 roku.